# R. Daring Club Molenbeek
El Royal Daring Club Molenbeek, anteriormente Daring Club de Bruselas, fue un equipo de fútbol belga de Molenbeek en Bruselas. El club existió desde 1895 hasta la fusión con Racing White para crear el Racing White Daring Molenbeek en 1973. El club estaba afiliado a la Asociación Belga de Fútbol con el número de matrícula 2, pero solo jugó en la Primera división por primera vez en 1903. El equipo tenía los colores rojo y negro. Daring Club ganó la liga de Primera División cinco veces en su historia.

## Historia

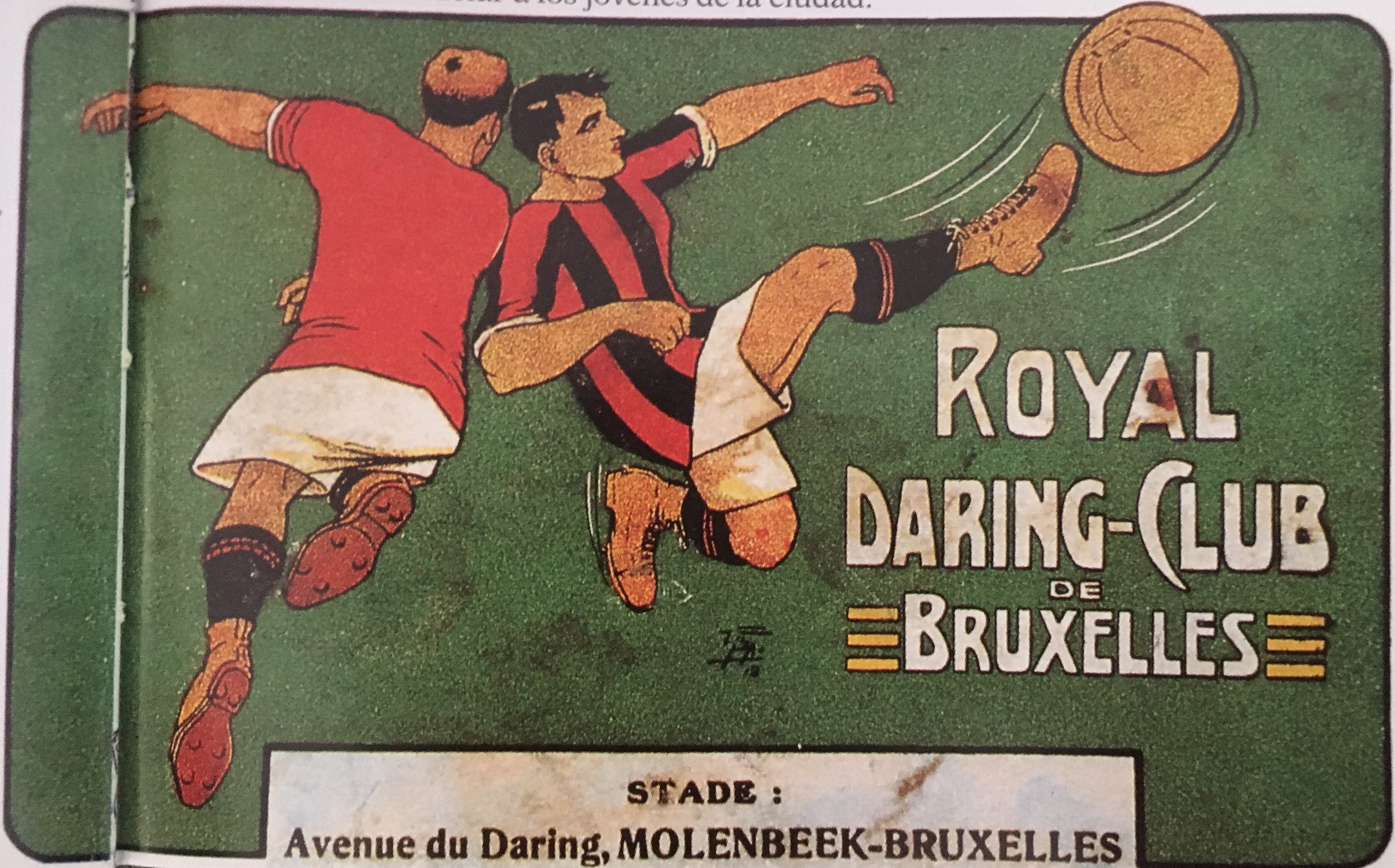
Cartel de un partido del Royal Daring Club de Bruselas, en 1912. Alfred Wahl, Historia del fútbol, del juego al deporte (pp. 30–31), colección «Biblioteca de bolsillo CLAVES» (nº 5).

Fue fundado en el año 1895 en Bruselas con el nombre de Daring Club Bruxelles y fue el segundo equipo en registrarse en la Real Asociación Belga, teniendo el número de matrícula nº 2.
Hasta 1899 los colores del equipo eran blanco y azul, pero luego los cambiaron por el rojo y negro. Al mismo tiempo se vieron forzados a cambiar de sede debido a la construcción de la Basílica del Sagrado Corazón. Por eso, el equipo se fusionó con un equipo de la ciudad de Jette llamado Brussels F.C. para llamarse Daring Brussels F.C. y tener su estadio.
En el año 1902 se fusionaron con el U.S. Molenbeekoise y el Skill F.C. de Bruselas y se volvieron a llamar Daring Club de Bruxelles. Eran el equipo de las clases populares de Bruselas a inicios del siglo XX, a diferencia de otros clubes de la capital. El equipo llegó a la Primera División en 1903 y se convirtió en rival del Union Saint-Gilloise . En la temporada 1911/12 ganaron su primera liga y dos años después el segundo. Durante la Primera Guerra Mundial construyeron un nuevo estadio en Molenbeek-Saint-Jean, donde jugaba el FC Molenbeek Brussels Strombeek. En 1920, al celebrar su 25º aniversario, recibieron el título «Real» y cambiaron su nombre por el de Daring Club de Bruxelles Société Royale. El estadio del Daring se le quedó demasiado pequeño y eligieron una nueva ubicación en Sint-Jans-Molenbeek. Debido a la Primera Guerra Mundial, las obras del estadio se retrasaron e incluso tuvieron que jugar algunos partidos en Anderlecht. Finalmente, el 12 de septiembre de 1920, se inauguró el nuevo Estadio Oscar Bossaert con un partido contra la Unión Saint-Gilloise. A excepción del título de la temporada 1920-21, la década de los años 20 fue menos exitosa; a mediados de la década de los 30 los resultados mejoraron. En 1935 Daring puso fin a la histórica racha de Union Saint-Gilles que se había mantenido invicto durante 60 partidos. En 1936 y 1937 el equipo volvió a ser campeón, pero por última vez. Justo antes de la Segunda Guerra Mundial, el club fue acusado de sobornar a un jugador de la Unión Saint-Gilloise, Jacques Van Caelenberghe, que era dueño de un café, y se cree que recibió 750 francos belgas por un supuesto fanático de Daring, pero Jacques se negó a ser sobornado. Daring fue descendido a Tercera División, pero logró llegar a un acuerdo con el RFC Huy, por lo que solamente bajó a Segunda División. En 1950 el nombre pasó a ser Royal Daring Club de Bruxelles, cuando el equipo ascendió de nuevo a Primera División. El equipo jugó ocasionalmente en Segunda División, pero también pudo disputar la Copa de Ferias en dos ocasiones. En 1969 el equipo volvió a bajar a la Segunda División. Finalmente en 1970 el nombre se cambió a Royal Daring Club Molenbeek. El club aún llegó a la final de la Copa de Bélgica, que perdió por 6-1 contra el Brujas.
El club quería volver a Primera y finalmente fue necesaria una colaboración con Racing White. En 1973 se fusionan los dos clubes. Daring puso el estadio y la fanática afición, pero la matrícula nº 2 desapareció; el nuevo club RWDM usó la matrícula 47 del Racing White.
Ganó 5 títulos de Primera División y un título de Copa, jugó más de 500 partidos en la Primera División y participó en 2 torneos continentales, en los cuales no superó la primera ronda.

## Palmarés
- Primera División de Bélgica: 5

1911-12, 1913–14, 1920–21, 1935–36, 1936–37
Subcampeón (4): 1908/09, 1912/13, 1933/34, 1937/38
- Segunda División de Bélgica: 3

1949-50, 1954-55, 1958–59
- Copa de Bélgica: 1

1934-35
Finalista (1): 1970

## Resultados
| como Daring Club de Bruxelles       |    |    |    |     |    |                                        |                                        |                                                             |
| 1903/04                             | 3  | 3  |    |     |    | Primera Div.                           | 8                                      |                                                             |
| 1904/05                             | 5  | 5  |    |     |    | Primera Div.                           | 24                                     |                                                             |
| 1905/06                             | 5  | 5  |    |     |    | Primera Div.                           | 17                                     |                                                             |
| 1906/07                             | 4  | 4  |    |     |    | Primera Div.                           | 23                                     |                                                             |
| 1907/08                             | 5  | 5  |    |     |    | Primera Div.                           | 18                                     |                                                             |
| 1908/09                             | 2  | 2  |    |     |    | Primera Div.                           | 34                                     |                                                             |
| 1909/10                             | 4  | 4  |    |     |    | Primera Div.                           | 25                                     |                                                             |
| 1910/11                             | 3  | 3  |    |     |    | Primera Div.                           | 27                                     |                                                             |
| 1911/12                             | 1  | 1  |    |     |    | Primera Div.                           | 38                                     |                                                             |
| 1912/13                             | 1  | 1  |    |     |    | Primera Div.                           | 38                                     | Derrota en partido por el título contra Union Sint-Gilloise |
| 1913/14                             | 1  | 1  |    |     |    | Primera Div.                           | 36                                     |                                                             |
| 1914/15                             |    |    |    |     |    |                                        |                                        | Sin competición por la I Guerra Mundial                     |
| 1915/16                             |    |    |    |     |    |                                        |                                        | Sin competición por la I Guerra Mundial                     |
| 1916/17                             |    |    |    |     |    |                                        |                                        | Sin competición por la I Guerra Mundial                     |
| 1917/18                             |    |    |    |     |    |                                        |                                        | Sin competición por la I Guerra Mundial                     |
| 1918/19                             |    |    |    |     |    |                                        |                                        | Sin competición por la I Guerra Mundial                     |
| 1919/20                             | 3  | 3  |    |     |    | Primera Div.                           | 31                                     |                                                             |
| 1920/21                             | 1  | 1  |    |     |    | Primera Div.                           | 35                                     |                                                             |
| 1921/22                             | 8  | 8  |    |     |    | Primera Div.                           | 25                                     |                                                             |
| 1922/23                             | 4  | 4  |    |     |    | Primera Div.                           | 34                                     |                                                             |
| 1923/24                             | 8  | 8  |    |     |    | Primera Div.                           | 24                                     |                                                             |
| 1924/25                             | 6  | 6  |    |     |    | Primera Div.                           | 27                                     |                                                             |
| 1925/26                             | 3  | 3  |    |     |    | Primera Div.                           | 32                                     |                                                             |
| 1926/27                             | 4  | 4  |    |     |    | Primera Div.                           | 32                                     |                                                             |
| 1927/28                             | 12 | 12 |    |     |    | Primera Div.                           | 22                                     | Primero en la ronda final por la salvación                  |
| 1928/29                             | 9  | 9  |    |     |    | Primera Div.                           | 25                                     |                                                             |
| 1929/30                             | 7  | 7  |    |     |    | Primera Div.                           | 27                                     |                                                             |
| 1930/31                             | 6  | 6  |    |     |    | Primera Div.                           | 28                                     |                                                             |
| 1931/32                             | 4  | 4  |    |     |    | Primera Div.                           | 28                                     |                                                             |
| 1932/33                             | 8  | 8  |    |     |    | Primera Div.                           | 24                                     |                                                             |
| 1933/34                             | 2  | 2  |    |     |    | Primera Div.                           | 35                                     |                                                             |
| 1934/35                             | 3  | 3  |    |     |    | Primera Div.                           | 35                                     |                                                             |
| 1935/36                             | 1  | 1  |    |     |    | Primera Div.                           | 37                                     |                                                             |
| 1936/37                             | 1  | 1  |    |     |    | Primera Div.                           | 39                                     |                                                             |
| 1937/38                             | 2  | 2  |    |     |    | Primera Div.                           | 36                                     |                                                             |
| 1938/39                             | 13 | 13 |    |     |    | Primera Div.                           | 20                                     |                                                             |
| 1939/40                             |    |    |    |     |    |                                        |                                        | Sin competición por la II Guerra Mundial                    |
| 1940/41                             |    |    |    |     |    |                                        |                                        | Sin competición por la II Guerra Mundial                    |
| 1941/42                             |    |    | 4  |     |    | Segunda Div. A                         | 34                                     |                                                             |
| 1942/43                             |    |    | 3  |     |    | Segunda Div. B                         | 42                                     |                                                             |
| 1943/44                             |    |    | 5  |     |    | Segunda Div. B                         | 31                                     |                                                             |
| 1944/45                             |    |    |    |     |    |                                        |                                        | Sin competición por la II Guerra Mundial                    |
| 1945/46                             |    |    | 5  |     |    | Segunda Div. A                         | 36                                     |                                                             |
| 1946/47                             |    |    | 4  |     |    | Segunda Div. A                         | 38                                     |                                                             |
| 1947/48                             |    |    | 7  |     |    | Segunda Div. B                         | 31                                     |                                                             |
| 1948/49                             |    |    | 8  |     |    | Segunda Div. A                         | 29                                     |                                                             |
| 1949/50                             |    |    | 1  |     |    | Segunda Div. A                         | 45                                     |                                                             |
| 1950/51                             | 14 | 14 |    |     |    | Primera Div.                           | 23                                     |                                                             |
| 1951/52                             | 11 | 11 |    |     |    | Primera Div.                           | 26                                     |                                                             |
|                                     | I  | I  | II | III | IV | desde 1952/53 hay 4 niveles nacionales | desde 1952/53 hay 4 niveles nacionales | desde 1952/53 hay 4 niveles nacionales                      |
| 1952/53                             | 13 | 13 |    |     |    | Primera Div.                           | 25                                     |                                                             |
| 1953/54                             | 15 | 15 |    |     |    | Primera Div.                           | 26                                     |                                                             |
| 1954/55                             |    |    | 1  |     |    | Segunda Div. A                         | 45                                     |                                                             |
| 1955/56                             | 9  | 9  |    |     |    | Primera Div.                           | 29                                     |                                                             |
| 1956/57                             | 4  | 4  |    |     |    | Primera Div.                           | 35                                     |                                                             |
| 1957/58                             | 15 | 15 |    |     |    | Primera Div.                           | 17                                     |                                                             |
| 1958/59                             |    |    | 1  |     |    | Segunda Div.                           | 41                                     |                                                             |
| 1959/60                             | 11 | 11 |    |     |    | Primera Div.                           | 27                                     |                                                             |
| 1960/61                             | 5  | 5  |    |     |    | Primera Div.                           | 33                                     |                                                             |
| 1961/62                             | 6  | 6  |    |     |    | Primera Div.                           | 30                                     |                                                             |
| 1962/63                             | 6  | 6  |    |     |    | Primera Div.                           | 32                                     |                                                             |
| 1963/64                             | 11 | 11 |    |     |    | Primera Div.                           | 25                                     |                                                             |
| 1964/65                             | 10 | 10 |    |     |    | Primera Div.                           | 28                                     |                                                             |
| 1965/66                             | 13 | 13 |    |     |    | Primera Div.                           | 24                                     |                                                             |
| 1966/67                             | 8  | 8  |    |     |    | Primera Div.                           | 27                                     |                                                             |
| 1967/68                             | 9  | 9  |    |     |    | Primera Div.                           | 27                                     |                                                             |
| 1968/69                             | 16 | 16 |    |     |    | Primera Div.                           | 15                                     |                                                             |
| 1969/70                             |    |    | 3  |     |    | Segunda Div.                           | 37                                     |                                                             |
| como Royal Daring Club de Molenbeek |    |    |    |     |    |                                        |                                        |                                                             |
| 1970/71                             |    |    | 10 |     |    | Segunda Div.                           | 28                                     |                                                             |
| 1971/72                             |    |    | 4  |     |    | Segunda Div.                           | 36                                     |                                                             |
| 1972/73                             |    |    | 7  |     |    | Segunda Div.                           | 32                                     |                                                             |

## Participación en competiciones de la UEFA
| Temporada | Torneo   | Ronda | País   | Club          | Casa | Visita | Global |
| --------- | -------- | ----- | ------ | ------------- | ---- | ------ | ------ |
| 1965/66   | UEFA Cup | 1     | Suecia | AIK           | 1-3  | 0-0    | 1-3    |
| 1968-69   | UEFA Cup | 1     | Grecia | Panathinaikos | 2-1  | 0-2    | 2-3    |